# NGC 802
NGC 802 è una piccola galassia lenticolare situata nella costellazione dell'Idra Maschio, a una distanza di circa 68 milioni di anni luce dalla nostra Via Lattea.

## Scoperta
La galassia è stata scoperta il 2 novembre 1834 dall'astronomo britannico John Herschel.

## Descrizione
NGC 802 presenta una larga riga a 21 cm dell'idrogeno neutro.